# No Matter What
No Matter What är en sång av rapparen T.I., släppt den 29 april 2008 från hans album Paper Trail. Låten nominerades i kategorin "Best Male Video" (bästa manliga video) på 2008 MTV Video Music Awards. Musikvideon filmades i Atlanta, Georgia. På tidningen Rolling Stones lista över 2008 års bästa låtar, hamnade låten på plats #10.
En remix av låten gjord av Nicki Minaj finns på DJ Dramas och Lil Waynes mixtape Dedication 3.

## Listor
| Lista (2008)                          | List- position |
| ------------------------------------- | -------------- |
| Canadian Hot 100                      | 66             |
| U.S. Billboard Hot 100                | 72             |
| U.S. Billboard Hot R&B/Hip-Hop Songs  | 42             |
| U.S. Billboard Hot Rap Tracks         | 17             |
| U.S. Billboard Mainstream R&B/Hip-Hop | 32             |
| U.S. Billboard Pop 100                | 58             |